# Temporada 1937 de las Grandes Ligas de Béisbol
La Temporada 1937 de las Grandes Ligas de Béisbol fue disputada de abril a octubre, con 8 equipos tanto en la Liga Americana como en la Liga Nacional con cada equipo jugando un calendario de 152 partidos. 
La temporada finalizó cuando New York Yankees derrotaron en la Serie Mundial a New York Giants en cinco juegos, ganando así su sexto título.

## Premios y honores
- MVP
  - Charlie Gehringer, Detroit Tigers (AL)
  - Joe Medwick, St. Louis Cardinals (NL)

## Temporada Regular
| Liga Americana         | Liga Americana | Liga Americana | Liga Americana | Liga Americana | Liga Americana | Liga Americana |
| Equipo                 | V              | D              | CTE            | JD             | LOCAL          | VISITA         |
| ---------------------- | -------------- | -------------- | -------------- | -------------- | -------------- | -------------- |
| New York Yankees       | 102            | 52             | .662           | -              | 57-20          | 45-32          |
| Detroit Tigers         | 89             | 65             | .578           | 13             | 49-28          | 40-37          |
| Chicago White Sox      | 86             | 68             | .558           | 16             | 47-30          | 39-38          |
| Cleveland Indians      | 83             | 71             | .539           | 19             | 50-28          | 33-43          |
| Boston Red Sox         | 80             | 72             | .526           | 21             | 44-29          | 36-43          |
| Washington Senators    | 73             | 80             | .477           | 28½            | 43-35          | 30-45          |
| Philadelphia Athletics | 54             | 97             | .358           | 46½            | 27-50          | 27-47          |
| St. Louis Browns       | 46             | 108            | .299           | 56             | 25-51          | 21-57          |

| Liga Nacional         | Liga Nacional | Liga Nacional | Liga Nacional | Liga Nacional | Liga Nacional | Liga Nacional | Liga Nacional |
| Equipo                | V             | D             | CTE           | JD            | LOCAL         | VISITA        |               |
| --------------------- | ------------- | ------------- | ------------- | ------------- | ------------- | ------------- | ------------- |
| New York Giants       | 95            | 57            | .625          | -             | 50-25         | 45-32         |               |
| Chicago Cubs          | 93            | 61            | .604          | 3             | 46-32         | 47-29         |               |
| Pittsburgh Pirates    | 86            | 68            | .558          | 10            | 46-32         | 40-36         |               |
| St. Louis Cardinals   | 81            | 73            | .526          | 15            | 45-33         | 36-40         |               |
| Boston Bees           | 79            | 73            | .520          | 16            | 43-33         | 36-40         |               |
| Brooklyn Dodgers      | 62            | 91            | .405          | 33½           | 36-39         | 26-52         |               |
| Philadelphia Phillies | 61            | 92            | .399          | 34½           | 29-45         | 32-47         |               |
| Cincinnati Reds       | 56            | 98            | .364          | 40            | 28-51         | 28-47         |               |

## Postemporada
AL New York Yankees (4) vs. NL New York Giants (1)
|                                                          |
| Campeón de las Grandes Ligas New York Yankees 6.º título |

## Líderes de la liga

### Liga Americana
Líderes de Bateo 
| Categoría           | Jugador                  | Equipo  | Marca |
| ------------------- | ------------------------ | ------- | ----- |
| Porcentaje de bateo | Charlie Gehringer        | NYY     | .371  |
| Cuadrangulares      | Joe DiMaggio             | NYY     | 46    |
| Carreras Impulsadas | Hank Greenberg           | DET     | 184   |
| Carreras Anotadas   | Joe DiMaggio             | NYY     | 151   |
| Hits                | Beau Bell                | SLB     | 218   |
| Robo de Bases       | Ben Chapman Billy Werber | 2TM PHA | 27    |

Líderes de Pitcheo 
| Categoría         | Jugador      | Equipo | Marca |
| ----------------- | ------------ | ------ | ----- |
| Victorias         | Lefty Gomez  | NYY    | 21    |
| Derrotas          | Harry Kelley | PHA    | 21    |
| ERA               | Lefty Gomez  | NYY    | 2.33  |
| Ponches           | Lefty Gomez  | NYY    | 194   |
| Entradas Lanzadas | Wes Ferrell  | 2TM    | 281   |
| Juegos salvados   | Clint Brown  | CHW    | 18    |

### Liga Nacional
Líderes de Bateo 
| Categoría           | Jugador             | Equipo  | Marca |
| ------------------- | ------------------- | ------- | ----- |
| Porcentaje de bateo | Joe Medwick         | STL     | .374  |
| Cuadrangulares      | Mel Ott Joe Medwick | NYG STL | 31    |
| Carreras Impulsadas | Joe Medwick         | STL     | 154   |
| Carreras Anotadas   | Joe Medwick         | STL     | 111   |
| Hits                | Joe Medwick         | STL     | 237   |
| Robo de Bases       | Augie Galan         | CHC     | 23    |

Líderes de Pitcheo 
| Categoría         | Jugador                 | Equipo  | Marca |
| ----------------- | ----------------------- | ------- | ----- |
| Victorias         | Carl Hubbell            | NYG     | 22    |
| Derrotas          | Wayne LaMaster          | PHI     | 19    |
| ERA               | Jim Turner              | BSN     | 2.38  |
| Ponches           | Carl Hubbell            | NYG     | 159   |
| Entradas Lanzadas | Claude Passeau          | PHI     | 292.1 |
| Juegos salvados   | Mace Brown Cliff Melton | PIT NYG | 7     |